# Deens voetbalelftal in 1988
Het Deens voetbalelftal speelde vijftien officiële interlands in het jaar 1988, waaronder drie duels bij het EK voetbal 1988 in West-Duitsland. De selectie stond onder leiding van de Duitse bondscoach Sepp Piontek.

## Balans
| Wedstrijden | Wedstrijden | Wedstrijden | Wedstrijden | Doelpunten | Doelpunten | Doelpunten | Punten |
| Gespeeld    | Winst       | Gelijk      | Verlies     | Voor       | Tegen      | Saldo      | Punten |
| ----------- | ----------- | ----------- | ----------- | ---------- | ---------- | ---------- | ------ |
| 15          | 5           | 4           | 6           | 20         | 17         | +3         | 0.933  |

## Interlands
|                                                   |                 |       |                   |                                                                                                   |
| 30 maart OS-kwalificatie № 508 «onderlinge duels» | West-Duitsland  | 1 – 1 | Denemarken        | Stadion an der Bremer Brücke, Osnabrück Toeschouwers: 22.500 Scheidsrechter: Emilio Soriano (ESP) |
| 30 maart OS-kwalificatie № 508 «onderlinge duels» | Armin Görtz 56' |       | 75' Claus Nielsen | Stadion an der Bremer Brücke, Osnabrück Toeschouwers: 22.500 Scheidsrechter: Emilio Soriano (ESP) |

|                                                   |                                                                              |       |             |                                                                                 |
| 20 april OS-kwalificatie № 509 «onderlinge duels» | Denemarken                                                                   | 4 – 0 | Griekenland | Aalborg Stadion, Aalborg Toeschouwers: 9.800 Scheidsrechter: Rune Larsson (SWE) |
| 20 april OS-kwalificatie № 509 «onderlinge duels» | Flemming Povlsen 4' Brian Laudrup 23' Flemming Povlsen 37' Claus Nielsen 68' |       |             | Aalborg Stadion, Aalborg Toeschouwers: 9.800 Scheidsrechter: Rune Larsson (SWE) |

|                                                     |                            |       |            |                                                                                 |
| 27 april Vriendschappelijk № 510 «onderlinge duels» | Oostenrijk                 | 1 – 0 | Denemarken | Prater Stadion, Wenen Toeschouwers: 14.500 Scheidsrechter: Manfred Neuner (FRG) |
| 27 april Vriendschappelijk № 510 «onderlinge duels» | Klaus Berggreen 13' (e.d.) |       |            | Prater Stadion, Wenen Toeschouwers: 14.500 Scheidsrechter: Manfred Neuner (FRG) |

|                                                   |                                      |       |                                  |                                                                                 |
| 10 mei Vriendschappelijk № 511 «onderlinge duels» | Hongarije                            | 2 – 2 | Denemarken                       | Népstadion, Boedapest Toeschouwers: 4.928 Scheidsrechter: Friedrich Kaupe (AUT) |
| 10 mei Vriendschappelijk № 511 «onderlinge duels» | József Kiprich 15' György Bognár 85' |       | 50' Per Frimann 90' John Eriksen | Népstadion, Boedapest Toeschouwers: 4.928 Scheidsrechter: Friedrich Kaupe (AUT) |

|                                                 |                                                           |       |       |                                                                                  |
| 18 mei OS-kwalificatie № 512 «onderlinge duels» | Denemarken                                                | 3 – 0 | Polen | Aarhus Stadion, Aarhus Toeschouwers: 5.800 Scheidsrechter: Zdeněk Havlíček (TCH) |
| 18 mei OS-kwalificatie № 512 «onderlinge duels» | Bjørn Kristensen 14' Flemming Povlsen 68' Kim Vilfort 89' |       |       | Aarhus Stadion, Aarhus Toeschouwers: 5.800 Scheidsrechter: Zdeněk Havlíček (TCH) |

|                                                   |            |                 |                   |                                                                                 |
| 1 juni Vriendschappelijk № 513 «onderlinge duels» | Denemarken | 0 – 1           | Tsjecho-Slowakije | Idrætsparken, Kopenhagen Toeschouwers: 23.700 Scheidsrechter: Rolf Haugen (NOR) |
| 1 juni Vriendschappelijk № 513 «onderlinge duels» |            | 12' Luboš Kubík |                   | Idrætsparken, Kopenhagen Toeschouwers: 23.700 Scheidsrechter: Rolf Haugen (NOR) |

|                                                   |                                                           |       |                  |                                                                             |
| 5 juni Vriendschappelijk № 514 «onderlinge duels» | Denemarken                                                | 3 – 1 | België           | Odense Stadion, Odense Toeschouwers: 20.622 Scheidsrechter: Kaj Natri (FIN) |
| 5 juni Vriendschappelijk № 514 «onderlinge duels» | Morten Olsen 35' John Eriksen 37' (pen.) John Eriksen 75' |       | 6' Jan Ceulemans | Odense Stadion, Odense Toeschouwers: 20.622 Scheidsrechter: Kaj Natri (FIN) |

| EK voetbal 1988 |
| --------------- |

|                                               |                                          |       |                                                     |                                                                                      |
| 11 juni EK-eindronde № 515 «onderlinge duels» | Denemarken                               | 2 – 3 | Spanje                                              | Niedersachsenstadion, Hannover Toeschouwers: 60.449 Scheidsrechter: Bep Thomas (NED) |
| 11 juni EK-eindronde № 515 «onderlinge duels» | Michael Laudrup 25' Flemming Povlsen 84' |       | 6' Míchel 53' Emilio Butragueño 68' Rafael Gordillo | Niedersachsenstadion, Hannover Toeschouwers: 60.449 Scheidsrechter: Bep Thomas (NED) |

|                                               |                                    |       |            |                                                                                        |
| 14 juni EK-eindronde № 516 «onderlinge duels» | West-Duitsland                     | 2 – 0 | Denemarken | Parkstadion, Gelsenkirchen Toeschouwers: 64.812 Scheidsrechter: Robert Valentine (SCO) |
| 14 juni EK-eindronde № 516 «onderlinge duels» | Jürgen Klinsmann 10' Olaf Thon 85' |       |            | Parkstadion, Gelsenkirchen Toeschouwers: 64.812 Scheidsrechter: Robert Valentine (SCO) |

|                                               |            |                                                |        |                                                                                       |
| 17 juni EK-eindronde № 517 «onderlinge duels» | Denemarken | 0 – 2                                          | Italië | Müngersdorfer Stadion, Keulen Toeschouwers: 60.584 Scheidsrechter: Bruno Galler (SUI) |
| 17 juni EK-eindronde № 517 «onderlinge duels» |            | 67' Alessandro Altobelli 87' Luigi De Agostini |        | Müngersdorfer Stadion, Keulen Toeschouwers: 60.584 Scheidsrechter: Bruno Galler (SUI) |

|  |  |  |  |  |  |  |  |  |

|                                                        |                       |       |                                   |                                                                                    |
| 31 augustus Vriendschappelijk № 518 «onderlinge duels» | Zweden                | 1 – 2 | Denemarken                        | Råsunda Fotbollstadion, Solna Toeschouwers: 20.528 Scheidsrechter: Esa Palsi (FIN) |
| 31 augustus Vriendschappelijk № 518 «onderlinge duels» | Stefan Pettersson 82' |       | 29' Lars Elstrup 64' Lars Elstrup | Råsunda Fotbollstadion, Solna Toeschouwers: 20.528 Scheidsrechter: Esa Palsi (FIN) |

|                                                         |               |       |            |                                                                                  |
| 14 september Vriendschappelijk № 519 «onderlinge duels» | Engeland      | 1 – 0 | Denemarken | Wembley Stadium, Londen Toeschouwers: 25.837 Scheidsrechter: Alexis Ponnet (BEL) |
| 14 september Vriendschappelijk № 519 «onderlinge duels» | Neil Webb 29' |       |            | Wembley Stadium, Londen Toeschouwers: 25.837 Scheidsrechter: Alexis Ponnet (BEL) |

|                                                         |                 |       |         |                                                                                 |
| 28 september Vriendschappelijk № 520 «onderlinge duels» | Denemarken      | 1 – 0 | IJsland | Idrætsparken, Kopenhagen Toeschouwers: 6.500 Scheidsrechter: Adolf Prokop (DDR) |
| 28 september Vriendschappelijk № 520 «onderlinge duels» | Jan Bartram 15' |       |         | Idrætsparken, Kopenhagen Toeschouwers: 6.500 Scheidsrechter: Adolf Prokop (DDR) |

|                                                     |                       |       |                      |                                                                                |
| 19 oktober WK-kwalificatie № 521 «onderlinge duels» | Griekenland           | 1 – 1 | Denemarken           | Olympisch Stadion, Athene Toeschouwers: 19.349 Scheidsrechter: Esa Palsi (FIN) |
| 19 oktober WK-kwalificatie № 521 «onderlinge duels» | Tasos Mitropoulos 41' |       | 56' Flemming Povlsen | Olympisch Stadion, Athene Toeschouwers: 19.349 Scheidsrechter: Esa Palsi (FIN) |

|                                                     |                 |       |                  |                                                                                  |
| 2 november WK-kwalificatie № 522 «onderlinge duels» | Denemarken      | 1 – 1 | Bulgarije        | Idrætsparken, Kopenhagen Toeschouwers: 34.600 Scheidsrechter: George Smith (SCO) |
| 2 november WK-kwalificatie № 522 «onderlinge duels» | Lars Elstrup 8' |       | 39' Ayan Sadakov | Idrætsparken, Kopenhagen Toeschouwers: 34.600 Scheidsrechter: George Smith (SCO) |

## Statistieken
- In onderstaand overzicht zijn de olympische kwalificatiewedstrijden niet meegenomen.

| Peter Schmeichel     | 1963-11-18 | Brøndby IF         | 8  | 0 | 0 |    |   |
| Troels Rasmussen     | 1961-04-07 | Aarhus GF          | 4  | 0 | 0 |    |   |
| Verdediging          |            |                    |    |   |   |    |   |
| John Sivebæk         | 1961-10-25 | AS Saint-Étienne   | 10 | 0 | 0 |    |   |
| Jan Heintze          | 1963-08-17 | PSV Eindhoven      | 9  | 1 | 0 |    |   |
| Lars Olsen           | 1961-02-02 | Brøndby IF         | 7  | 4 | 0 |    |   |
| Morten Olsen         | 1949-08-14 | 1. FC Köln         | 7  | 0 | 1 |    |   |
| Søren Busk           | 1953-04-10 | Wiener Sport-Club  | 5  | 0 | 0 |    |   |
| Kent Nielsen         | 1961-12-28 | Brøndby IF         | 5  | 0 | 0 |    |   |
| Ivan Nielsen         | 1956-10-09 | PSV Eindhoven      | 4  | 0 | 0 |    |   |
| Bjørn Kristensen     | 1963-10-10 | Newcastle United   | 3  | 4 | 0 |    |   |
| Bjarne Jensen        | 1959-04-16 | Brøndby IF         | 1  | 1 | 0 |    |   |
| Henrik Andersen      | 1965-05-07 | RSC Anderlecht     | 1  | 0 | 0 |    |   |
| Middenveld           |            |                    |    |   |   |    |   |
| John Helt            | 1959-12-29 | Lyngby BK          | 10 | 0 | 0 | 13 | 0 |
| Michael Laudrup      | 1964-06-15 | Juventus           | 9  | 0 | 1 |    |   |
| John Jensen          | 1965-05-03 | Hamburger SV       | 6  | 3 | 0 |    |   |
| Kim Vilfort          | 1962-11-15 | Brøndby IF         | 4  | 3 | 0 |    |   |
| Jan Bartram          | 1962-03-06 | Bayer Uerdingen    | 4  | 1 | 1 |    |   |
| Jesper Olsen         | 1961-03-20 | Girondins Bordeaux | 3  | 1 | 0 |    |   |
| Søren Lerby          | 1958-02-01 | PSV Eindhoven      | 3  | 0 | 0 |    |   |
| Johnny Anker Hansen  | 1966-07-11 | Odense BK          | 2  | 1 | 0 |    |   |
| Per Frimann          | 1962-06-04 | Aarhus GF          | 2  | 0 | 1 |    |   |
| Jan Mølby            | 1963-07-04 | Liverpool          | 2  | 0 | 0 |    |   |
| Klaus Berggreen      | 1958-02-03 | Lyngby BK          | 1  | 3 | 0 |    |   |
| Pierre Larsen        | 1959-01-22 | B 1903             | 0  | 1 | 0 |    |   |
| John Lauridsen       | 1959-04-02 | CD Málaga          | 0  | 1 | 0 |    |   |
| Ulrik Moseby         | 1964-03-28 | Odense BK          | 0  | 1 | 0 |    |   |
| Aanval               |            |                    |    |   |   |    |   |
| Flemming Povlsen     | 1966-12-03 | 1. FC Köln         | 9  | 1 | 2 |    |   |
| Lars Elstrup         | 1963-03-24 | Odense BK          | 4  | 1 | 3 |    |   |
| John Eriksen         | 1957-11-20 | Servette FC        | 3  | 1 | 3 |    |   |
| Preben Elkjær Larsen | 1957-09-11 | Vejle BK           | 3  | 0 | 0 |    |   |
| Mark Strudal         | 1968-04-29 | Borussia Dortmund  | 2  | 0 | 0 |    |   |
| Kenneth Brylle       | 1959-05-22 | Club Brugge        | 1  | 1 | 0 |    |   |
| Claus Nielsen        | 1964-01-13 | Panathinaikos      | 1  | 0 | 0 |    |   |
| Kurt Jørgensen       | 1959-10-01 | Næstved IF         | 0  | 2 | 0 |    |   |
| Brian Laudrup        | 1969-02-22 | Brøndby IF         | 0  | 1 | 0 |    |   |